# Silvestro Baldacci
Silvestro Baldacci (Pescara, 29 ottobre 1958) è un ex calciatore italiano, di ruolo difensore.

## Carriera
Conta 45 presenze e un gol in Serie B con la maglia del Licata.

## Palmarès

### Club

#### Competizioni nazionali
- Serie D: 1

Città di Castello: 1978-1979
- Serie C1: 1

Licata: 1987-1988

#### Competizioni internazionali
- Coppa Piano Karl Rappan: 1

Perugia: 1978